# Mycalesis una
Mycalesis una är en fjärilsart som beskrevs av Carl Plötz 1880. Mycalesis una ingår i släktet Mycalesis och familjen praktfjärilar. Inga underarter finns listade i Catalogue of Life.